# Bagrat Bagration (né en 922)
Pour les articles homonymes, voir Bagrat Bagration.
Bagrat Bagration (né en 922 ou 923 ; en géorgien : ბაგრატ ბაგრატიონი) est un prince géorgien du Xe siècle. Descendant des princes d'Artanoudji, son existence même est sujette à discussion et les Chroniques géorgiennes restent vagues sur sa vie.

## Biographie
Bagrat Davitisdze Bagration aurait été le fils posthume du comte David Bagratisdze et de sa femme inconnue, qui avait été laissée veuve et enceinte à la fois à la mort de son époux. Le chroniqueur Vakhoucht Bagration fait donc naître le dynaste en 922, date de la mort de son père, ou, au plus tard, en 923.
Ni Marie-Félicité Brosset, ni Cyrille Toumanoff n'ajoutent d'autres informations sur Bagrat. De plus, l'existence même de ce noble pourrait être mise en question. En effet, il n'est pas cité dans le De Administrando Imperio de l'empereur Constantin VII Porphyrogénète, qui nomme pourtant ses ancêtres et plusieurs de ses cousins, tandis qu'un passage antérieur de la même chronique de Vakhoucht Bagration évoque David, le supposé père de ce Bagrat, en disant qu'il mourut en 908 sans enfant.

## Autres

### Sources
- Marie-Félicité Brosset, Histoire de la Géorgie de l'Antiquité au XIXe siècle, vol. 1-2, Saint-Pétersbourg, 1849